# Élections provinciales argentines de 2021
Les élections provinciales argentines de 2021 ont lieu le 14 novembre 2021 afin de renouveler pour quatre ans les gouverneurs et membres des conseils de plusieurs provinces d'Argentine.